# Thích Quảng Đức
Hòa Thuong Thich Quang Duc (nascut com Lam Văn Tuc, 1897 - 11 de juny de 1963) va ser un monjo budista mahāiāna vietnamita que es va cremar fins a morir en un carrer molt transitat de Saigon l'11 de juny del 1963.
Thich Quang Đức ho va fer en senyal de protesta contra les persecucions que patien els budistes per part del govern de Ngô Đình Diệm. Les fotografies del fet van fer la volta al món i van servir per qüestionar les polítiques adoptades pel règim de Diem. La seva acció va ser replicada el 1965 per Alice Herz i el 1967 per Yui Chunoshin, entre d'altres.
Malcolm Browne va guanyar un premi Pulitzer per la fotografia del monjo, de la mateixa manera que David Halberstam, qui va realitzar un informe sobre el fet. Després de la seva mort, el seu cos va ser cremat, però segons expliquen de forma llegendària, el seu cor es va mantenir intacte. Això va ser interpretat com un símbol de compassió, sent considerat com un bodhisattva pels altres budistes.